# بحيرة الخاتونية
بحيرة الخاتونية تقع في الجهة الشمالية الشرقية من محافظة «الحسكة» في سوريا، تبعد عن مركز المدينة /50كم/. محاذاة الحدود العراقية، على امتداد سلسلة جبال «سنجار». تعتبر بحيرة «الخاتونية» أكبر بحيرة طبيعية في سورية، تبلغ مساحتها / 6كم2/. يوجد فيها عدة جزر. وأعداد كبيرة من الأسماك منها: (الكرب والزازان والرومي ومشط أبيض). كما يوجد فيها وبمحيطها أعداد كثيرة من الطيور المهاجرة والأليفة مثل: (البط والباشق الأسود والنوارس). إضافة الحيوانات إلبرية: (الذئب والضبع وابن آوى والقط البري والأرنب) وغيرها من الحيوانات البرية. ويوجد بالقرب من «البحرة» موقع أثري اسمه «الشيخ صالح».